# Cumberland (Maryland)
Cumberland es una ciudad en el ubicada en el condado de Allegany en el estado estadounidense de Maryland. Cumberland es la sede del condado de Allegany. En 2010 tenía una población de 20.859 habitantes y una densidad poblacional de 887,62 personas por km². Se encuentra a la orilla izquierda del río Potomac que lo separa de Virginia Occidental.

## Geografía

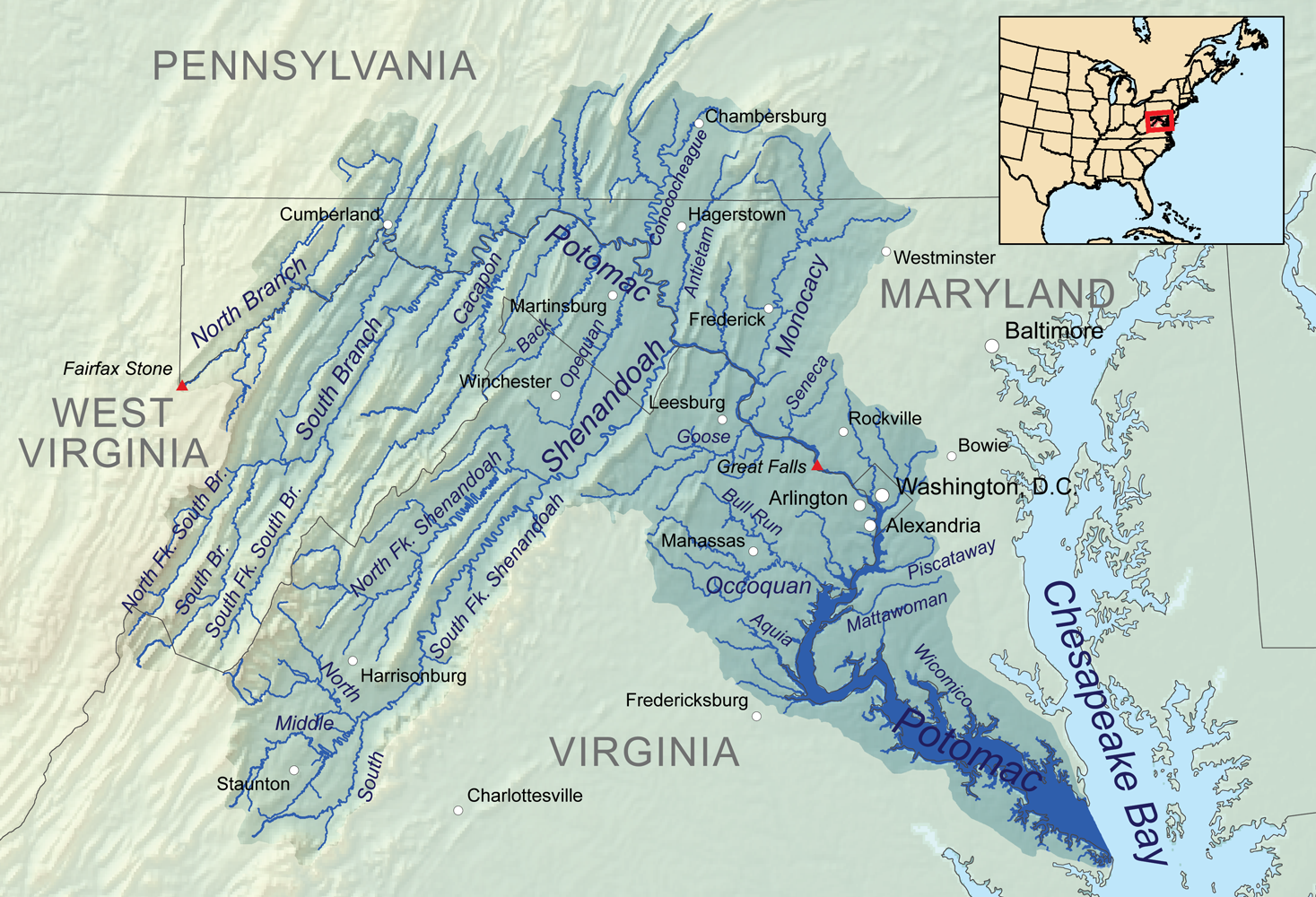
Mapa del río Potomac en el que sale Cumberland, arriba a la izquierda

El canal Chesapeake-Ohio ahora sin uso tiene su estación terminal en esta ciudad. Siguiendo el borde del canal se puede caminar o ir en bicicleta hasta Washington D. C., La distancia es de 300 km (185 millas). 
Cumberland se encuentra ubicado en las coordenadas 39°38′52″N 78°45′46″O / 39.64778, -78.76278.
La autopista Interstate 68 pasa por la ciudad.
- Interstate 68
- U.S. Route 40
- U.S. Route 220

## Demografía

### 2000
Según el censo de 2000, la ciudad cuenta con 21.518 habitantes, 9.538 hogares y 5.436 familias que residentes. La densidad de población es de 916,0 hab/km² (2.372,7 hab/mi²). Hay 11.143 unidades habitacionales con una densidad promedio de 474,3 u.a./km² (1.228,7 u.a./mi²). La composición racial de la población de la ciudad es 92,54% Blanca, 5,06% Afroamericana, 0,26% Nativa americana, 0,61% Asiática, 0,02% De las islas del Pacífico, 0,26% de Otros orígenes y 1,24% de dos o más razas. El 0,70% de la población es de origen Hispano o Latino cualquiera sea su raza de origen.
De los 9.538 hogares, en el 25,1% de ellos viven menores de edad, 39,7% están formados por parejas casadas que viven juntas, 13,8% son llevados por una mujer sin esposo presente y 43,0% no son familias. El 37,8% de todos los hogares están formados por una sola persona y 18,5% de ellos incluyen a una persona de más de 65 años. El promedio de habitantes por hogar es de 2,20 y el tamaño promedio de las familias es de 2,90 personas.
El 22,7% de la población de la ciudad tiene menos de 18 años, el 8,2% tiene entre 18 y 24 años, el 25,1% tiene entre 25 y 44 años, el 23,3% tiene entre 45 y 64 años y el 20,7% tiene más de 65 años de edad. La edad media es de 41 años. Por cada 100 mujeres hay 86,2 hombres y por cada 100 mujeres de más de 18 años hay 81,3 hombres.
La renta media de un hogar de la ciudad es de $25.142, y la renta media de una familia es de $34.500. Los hombres ganan en promedio $29.484 contra $20.004 por las mujeres. La renta per cápita en la ciudad es de $15.813. 19,8% de la población y 15,3% de las familias tienen rentas por debajo del nivel de pobreza. De la población total bajo el nivel de pobreza, el 29,4% son menores de 18 y el 10,3% son mayores de 65 años.

### 2005 - 2009
Según la Oficina del Censo en 2005 - 2009 los ingresos medios por hogar en la localidad eran de $29.923 y los ingresos medios por familia eran $44.871. Los hombres tenían unos ingresos medios de $35.986 frente a los $28.282 para las mujeres. La renta per cápita para la localidad era de $20.573. Alrededor del 13,5% de la población estaba por debajo del umbral de pobreza.

## Ciudades hermanadas
- Tapa, Lääne-Viru County, Estonia[4]